# Vincent Samuel Billette de Villeroche
Pour les articles homonymes, voir Billette.
Vincent Samuel Billette de Villeroche, dit Billette, fut député aux États généraux, puis à l'Assemblée nationale entre 1789 et 1791 pour les  sénéchaussées réunies de Carhaix, Châteaulin, Châteauneuf-du-Faou, Gourin et Quimperlé.

## Sa vie
Né à Quimperlé le 10 octobre 1729 et décédé dans la même ville le 12 septembre 1812, marié à Marie Josèphe Solier, Vincent Samuel Billette de Villeroche appartenait à une famille d'origine bourgeoise de Quimperlé. Son arrière-arrière-grand-père Samuel Billette de Villeroche, né à Concarneau en 1641 fut procureur fiscal de l'abbaye Sainte-Croix de Quimperlé, sénéchal de Carnoët et maire de Quimperlé entre 1679 et 1683. Son père, qui portait les mêmes nom et prénoms que lui, fut banquier à Quimperlé et était très riche.
Billette fit ses études au lycée Louis-le-Grand à Paris. Employé par la Compagnie des Indes, il fit plusieurs voyages en Extrême-Orient (Chine) comme représentant officiel de la compagnie, avant de prendre, à son retour, la direction d'une manufacture de cuir à Quimperlé (qu'il avait rachetée à un Suisse).
Maire de Quimperlé entre 1768 et 1772, il fut élu, en avril 1789, député aux États généraux par le tiers état des sénéchaussées réunies de Carhaix, Châteaulin, Châteauneuf-du-Faou, Gourin et Quimperlé, avec Jean-Marie Le Golias de Rosgrand. Membre du Club breton, puis des Jacobins, il participa activement aux discussions concernant la délimitation des départements issus de l'ancienne Bretagne, notamment en ce qui concerne les environs de Quimperlé. Il vota avec la majorité la transformation en Assemblée constituante et approuva la Constitution civile du clergé, mais ne s'illustra guère dans ces assemblées. Après avoir quitté les Jacobins, il s'inscrivit au club des Feuillants en juillet 1790.
Rentré à Quimperlé après l'expiration de son mandat en 1791, il prit la direction de la banque paternelle. Il fut, une nouvelle fois, élu maire de Quimperlé, en mai 1792. Il fut suspendu en août de la même année par le Département du Finistère, qui lui reprochait de n'avoir pas obéi à son autorité : lui, accusé d'avoir fait libérer deux nobles et l'ex-sénéchal, se défendit en affirmant qu'aucune loi alors en vigueur ne justifiait leur arrestation comme suspects. Il fut réhabilité en décembre 1792, mais cette réhabilitation, trop tardive, ne lui permit pas de se représenter aux élections municipales de décembre 1792 (c'est l'ancien moine bénédictin et prêtre constitutionnel Pierre Daveau qui fut élu maire).
Dès lors, il se retira de la vie politique et administrative de Quimperlé, se consacrant à ses activités économiques (banque et manufacture de cuirs).
Il ne reprit des fonctions officielles qu'à la fin de la Révolution, devenant l'un des administrateurs de l'hôpital de Quimperlé. Il fut conseiller général du Finistère pendant le Consulat.